# Odontophrynus lavillai
Odontophrynus lavillai är en groddjursart som beskrevs av José Miguel Cei 1985. Odontophrynus lavillai ingår i släktet Odontophrynus och familjen Cycloramphidae. IUCN kategoriserar arten globalt som livskraftig. Inga underarter finns listade i Catalogue of Life.